# Juniorská liga
Juniorská liga byla fotbalová soutěž pořádaná na území České republiky. Od července 2016 byla pořádána Ligovou fotbalovou asociací (do té doby byla řízena Fotbalovou asociací ČR). Oproti ostatním fotbalovým soutěžím však byla uzavřená, tedy z ní nebylo možné sestoupit do nižší ani postoupit do vyšší soutěže.
Soutěže se účastnilo 20 celků (v sezóně 2017/18), které postavilo šestnáct prvoligových a čtyři druholigové kluby. Pravidla pro start nebyla příliš složitá. Soutěž byla určena hráčům do 21 let věku, přičemž do utkání mohlo naskočit až pět starších hráčů, z nichž dva směli být ze soupisky „A–týmu“. K tomu byli povoleni tři cizinci na testování, střídat se smělo pětkrát v zápase.
Od sezony 2017/18 se soutěž rozdělila na dvě skupiny – Čechy (12 týmů) a Morava (8 týmů). Ročník 2018/19 byl poslední. Po něm došlo k návratu B-mužstev do skupin 3. nejvyšší soutěže (Česká fotbalová liga a Moravskoslezská fotbalová liga).

## Historie

### Založení
V systému fotbalových soutěží v Česku mají po dlouhou dobu své místo rezervní celky klubů od těch prvoligových až po okresní přebor. Nazývají se „B–týmy“ a slouží, při přetlaku v „A–týmech“, k uplatnění hráčů, kteří se nedostanou do hry právě v „áčku“ svého klubu nebo k rozehrání po zranění. Mnohdy však účast v „B–týmech“ brzdila rozvoj mladých hráčů.

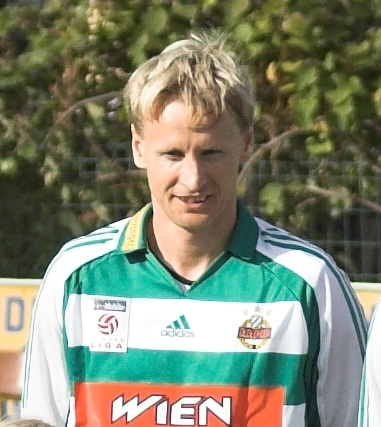
Radek Bejbl se stal prvním ambasadorem Juniorské ligy.

Proto se po několika letech úvah na jaře 2012 dohodla Ligová fotbalová asociace na založení soutěže „B–týmů“, aby měli mladí hráči možnost herně i lidsky dozrát. Hlavním smyslem její existence a budoucím mottem bylo: dát prostor mladým hráčům a usnadnit jim tak přechod do „A-týmů“ svých klubů.
Události pak nabraly rychlý spád. Účast prvoligových klubů byla povinná a do soutěže se přihlásily i FC MAS Táborsko a Bohemians Praha 1905, v té době hrající Fotbalovou národní ligu. Soutěž tak pro svůj první ročník měla 18 členů. Před startem představili organizátoři i novou trofej a ambasadora, kterým se stal stříbrný medailista z EURO 1996 Radek Bejbl.
První ročník se podle ohlasů médií i fanoušků vydařil, když na jeho konci zvedli titul pro vítěze této soutěže mladí fotbalisté týmu FC Zbrojovka Brno. Na druhém místě skončil Juniorský tým SK Slavia Praha.
Z soutěže nikdo nesestoupil a do další ročníku přibyly další čtyři týmu. Kromě do Gambrinus ligy postoupivšího týmu 1. SC Znojmo, přihlásily Juniorský tým i FK Pardubice, FK Varnsdorf a FK Fotbal Třinec. Naopak soutěž opustilo SK Dynamo České Budějovice, které sestoupilo z nejvyšší soutěže.

### Vítězové Juniorské ligy
| Klub              | Vítěz | Mistr ligy v roce |
| ----------------- | ----- | ----------------- |
| FK Mladá Boleslav | 2     | 2014/15, 2016/17  |
| FC Zbrojovka Brno | 1     | 2012/13           |
| SK Slavia Praha   | 1     | 2013/14           |
| AC Sparta Praha   | 1     | 2015/16           |
| FK Teplice        | 1     | 2017/18           |
| SK Sigma Olomouc  | 1     | 2018/19           |

### Přehled medailistů jednotlivých ročníků
Tato tabulka shrnuje medailisty jednotlivých ročníků.
| Ročník  | Mistr                 | 2. místo          | 3. místo          |
| ------- | --------------------- | ----------------- | ----------------- |
| 2012/13 | FC Zbrojovka Brno (1) | SK Slavia Praha   | SK Sigma Olomouc  |
| 2013/14 | SK Slavia Praha (1)   | FC Zbrojovka Brno | FK Mladá Boleslav |
| 2014/15 | FK Mladá Boleslav (1) | 1. FK Příbram     | FC Zbrojovka Brno |
| 2015/16 | AC Sparta Praha (1)   | FK Teplice        | FC Baník Ostrava  |
| 2016/17 | FK Mladá Boleslav (2) | AC Sparta Praha   | FC Zbrojovka Brno |
| 2017/18 | FK Teplice (1)        | 1. FC Slovácko    | FK Mladá Boleslav |
| 2018/19 | SK Sigma Olomouc (1)  | FC Zbrojovka Brno | AC Sparta Praha   |

## Účastnické kluby
Následující tabulka shrnuje působení a umístění klubů v jednotlivých ročnících.
| Klub                       | 2013 | 2014 | 2015 | 2016 | 2017 |
| -------------------------- | ---- | ---- | ---- | ---- | ---- |
| FC Zbrojovka Brno          | 1    | 2    | 3    | 8    | 3    |
| SK Slavia Praha            | 2    | 1    | 5    | 9    | 11   |
| SK Sigma Olomouc           | 3    | 8    | –    | –    | –    |
| FC Hradec Králové          | 4    | 14   | 13   | 12   | 4    |
| FK Jablonec                | 5    | 9    | 11   | 5    | 7    |
| AC Sparta Praha            | 6    | 11   | 4    | 1    | 2    |
| 1. FK Příbram              | 7    | 5    | 2    | 7    | 12   |
| FK Mladá Boleslav          | 8    | 3    | 1    | 4    | 1    |
| FC Vysočina Jihlava        | 9    | 7    | 6    | 10   | 14   |
| FC Viktoria Plzeň          | 10   | 10   | 7    | 6    | 9    |
| FC Slovan Liberec          | 11   | 4    | 9    | 11   | 10   |
| 1. FC Slovácko             | 12   | 12   | 18   | –    | –    |
| FK Dukla Praha             | 13   | 15   | 16   | 15   | 8    |
| SK Dynamo České Budějovice | 14   | –    | 14   | 13   | 16   |
| FK Teplice                 | 15   | 19   | 12   | 2    | 13   |
| FC MAS Táborsko            | 16   | 20   | 19   | –    | –    |
| Bohemians Praha 1905       | 17   | 13   | 10   | 16   | 6    |
| FC Baník Ostrava           | 18   | 6    | 8    | 3    | –    |
| FK Pardubice               | –    | 21   | –    | –    | –    |
| FK Fotbal Třinec           | –    | 18   | 17   | 14   | 15   |
| FK Varnsdorf               | –    | 17   | 20   | –    | –    |
| 1. SC Znojmo               | –    | 16   | 15   | 17   | –    |
| MFK Karviná                | –    | –    | –    | –    | 5    |

## Nejlepší střelci
| Ročník  | Střelec           | Klub                       | Branky |
| ------- | ----------------- | -------------------------- | ------ |
| 2012/13 | Roman Haša        | 1. FC Slovácko             | 19     |
| 2013/14 | Stanislav Vávra   | FC Zbrojovka Brno          | 21     |
| 2014/15 | Stanislav Klobása | FK Mladá Boleslav          | 23     |
| 2015/16 | David Čapek       | AC Sparta Praha            | 24     |
| 2016/17 | Lukáš Matějka     | SK Dynamo České Budějovice | 13     |

V prvním ročníku se nejlepším střelcem stal hráč až 13. celku tabulky, týmu 1. FC Slovácko, Roman Haša, který vstřelil 19 branek a vykročil tak k možná zářné budoucí kariéře, protože si vysloužil místo v "A–týmu" svého klubu. Druhý ročník střelecky opanoval hráč vicemistra Stanislav Vávra s 21 trefami. 23 gólů v sezoně 2014/15 vstřelil boleslavský Stanislav Klobása, jenž si také vysloužil místo v A týmu Mladé Boleslavi v sezoně 2015/2016. O rok později rekord v počtu vstřelených branek v jednom ročníku zvýšil na 24 zásahů David Čapek ze Sparty.